# Platysenta inclinata
Platysenta inclinata är en fjärilsart som beskrevs av Walker 1857. Platysenta inclinata ingår i släktet Platysenta och familjen nattflyn. Inga underarter finns listade i Catalogue of Life.